# 史氏棘口吸虫
史氏棘口吸虫（学名：Echinostoma stromi）为棘口科棘口属的动物。分布于阿塞拜疆以及中国大陆的北京等地，营寄生生活，宿主为绿头鸭、家鸭、红脚雁、白眼潜鸭、赤嘴潜鸭以及寄生于大肠和盲肠。

## 外部連結
- 寄生蟲學-Nematoda(線蟲)-Echinostoma spp.(棘口吸蟲)（页面存档备份，存于）